# Wikipedia in latino
Wikipedia in latino (spesso abbreviata in la.wikipedia o la.wiki, in lingua originale Vicipædia Latina o semplicemente Vicipædia) è l'edizione dell'enciclopedia Wikipedia in lingua latina.
Le pagine sono solo in latino, ma le discussioni si possono trovare anche in altre lingue. Da notare che il nome dell'enciclopedia è scritto "Vicipædia", ma non vengono utilizzati i segni "Æ" ed "Œ". Originariamente riguardava soltanto argomenti storici, ma dal 2006 ha iniziato a parlare di argomenti attuali come la tecnologia o la cultura popolare.
Secondo una direttiva del sottocomitato sulle lingue del 21 ottobre 2007 non è ammessa l'apertura di nuove versioni di Wikipedia in lingue estinte ossia che non sono parlate fin dall'infanzia da un numero sufficiente di persone, in quanto scopo di Wikipedia è la diffusione del sapere e non la conservazione delle lingue. Per tale ragione non è stata ammessa l'apertura di una wiki in greco antico, tuttavia tale direttiva non si applica alla Vicipaedia Latina già attiva al momento dell'entrata in vigore dell'ordinanza.

## Statistiche
La Wikipedia in latino ha 140 220 voci, 287 245 pagine, 192 704 utenti registrati di cui 173 attivi, 21 amministratori e una "profondità" (depth) di 14.9 (al 22 maggio 2025).
È la 66ª Wikipedia per numero di voci ma, come "profondità", è la 59ª fra quelle con più di 100 000 voci (al 14 ottobre 2024).

## Pronuncia
Vicipædia può essere pronunciata in due modi: /wɪkɪpɐɛ̯'diː.a/, ∼ uikipaedìia (secondo la pronuncia restituta) o /vit͡ʃipɛː'diː.a/, ∼ vicipedìa (secondo la pronuncia ecclesiastica).

## Cronologia
- 7 dicembre 2003 — supera le 1000 voci
- 29 dicembre 2006 — supera le 10 000 voci
- 11 febbraio 2011 — supera le 50 000 voci ed è la 51ª Wikipedia per numero di voci
- 18 dicembre 2013 — supera le 100 000 voci ed è la 49ª Wikipedia per numero di voci